# Riserva di galleggiabilità
La riserva di galleggiabilità rappresenta il volume della parte stagna della nave fuori dalla linea dell'acqua.
La riserva di spinta  è la spinta dell'acqua prodotta sotto il piano di galleggiamento ed è in relazione con la riserva di galleggiabilità.
Se la riserva di galleggiabilità manca, la riserva di spinta non è più sufficiente a mantenere a galla la nave e la nave affonda. 
Detti Vs e Ds rispettivamente il volume e il dislocamento dello scafo, Vc e Dc quelli della carena relativi alla linea d'acqua, P il peso specifico, la riserva di galleggiabilità è definita dalla relazione:
{\displaystyle (Vs-Vc)P=(Ds-Dc)}